# Martin Jondo

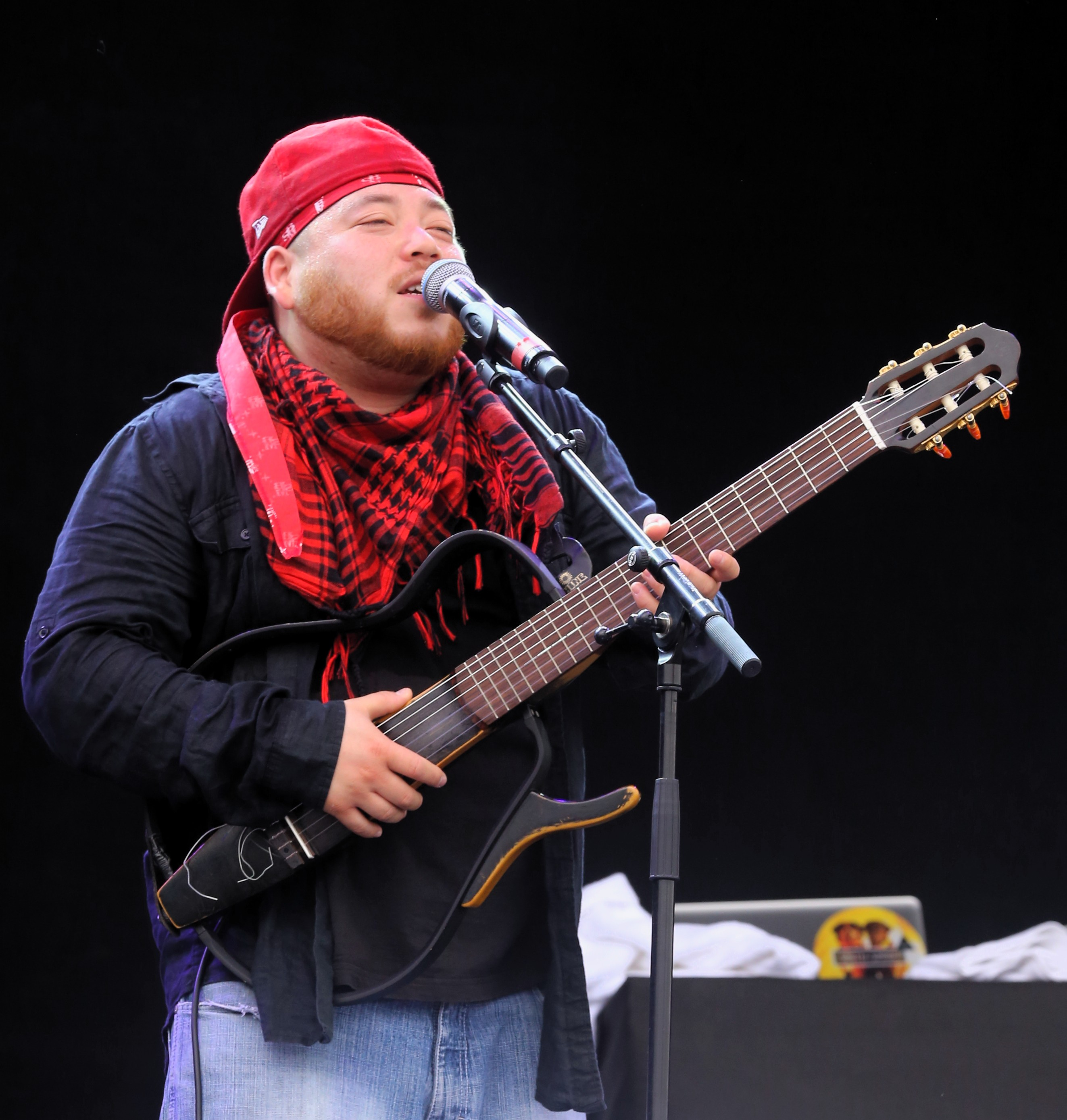
Martin Jondo auf dem Chiemsee Reggae Summer 2013

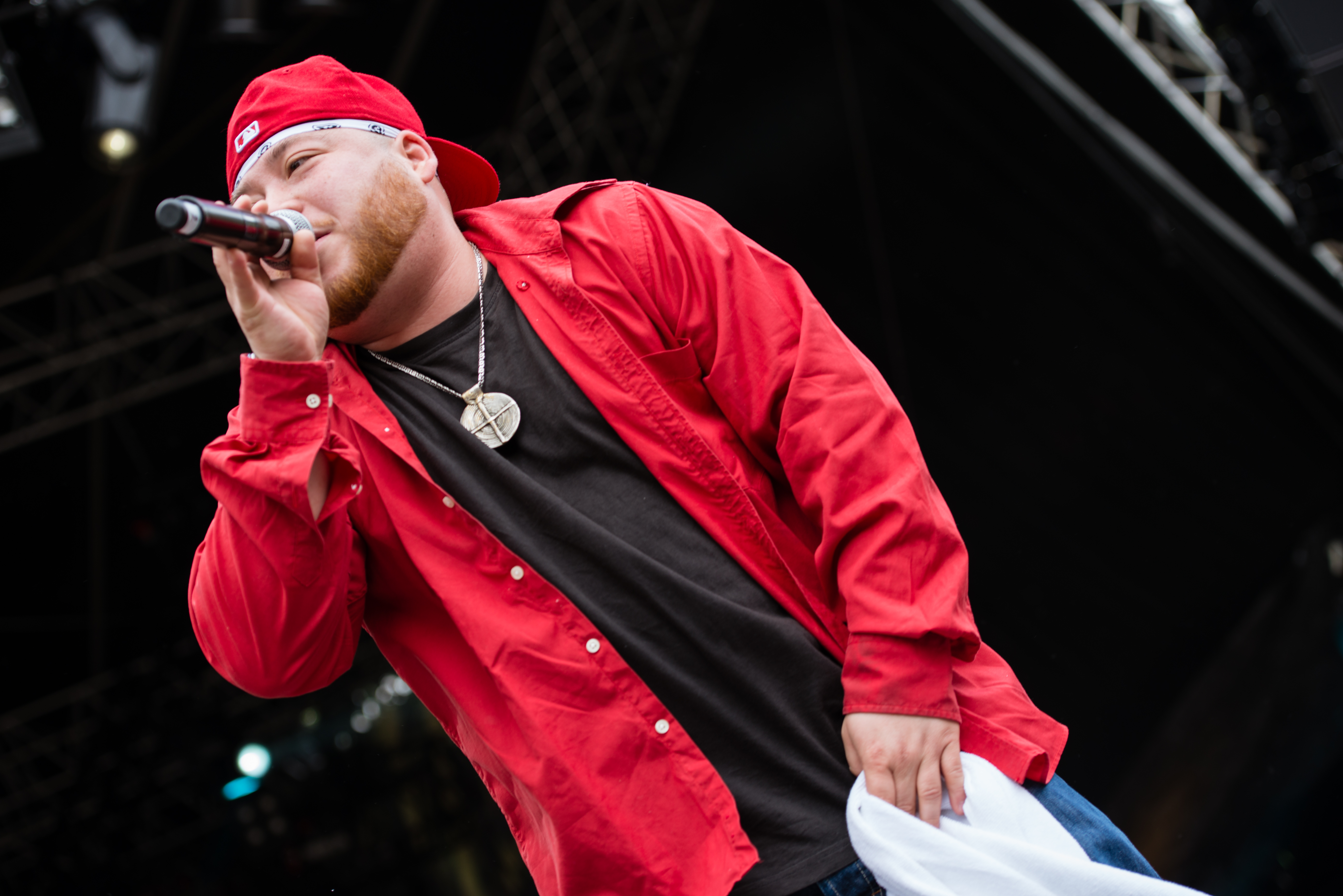
Martin Jondo auf dem Ruhr Reggae Summer 2014

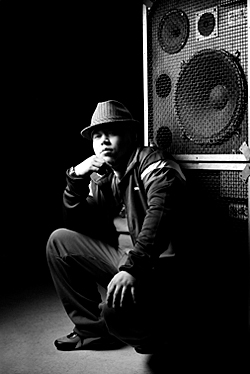
Martin Jondo (2005)

Martin Jondo Sprung (* 1979 in West-Berlin) ist ein deutscher Musiker.

## Leben
Jondo wuchs als Sohn einer Südkoreanerin und eines Deutschen im Berliner Norden auf. Ende der 1990er-Jahre geriet er erstmals mit dem Glauben der Rastafari in Kontakt. Er begann, sich mit der Religion und Spiritualität der Rastafaris auseinanderzusetzen, und stieß so auf die Reggae-Musik. Es entstanden erste Songs, die auf Samplern veröffentlicht wurden.
Nach einer Begegnung mit Gentleman im Jahre 2002 ging Jondo mit diesem auf Tour, um T-Shirts zu verkaufen. In diesem Zusammenhang präsentierte Jondo erstmals vor einem größeren Publikum seine Eigenkomposition Rainbow Warrior. 2003 erschien der Song Rainy Days mit Gentleman auf der CD/DVD Gentleman And the Far East Band live.
Auch mit Mellow Mark arbeitete Jondo zusammen. Auf dessen Album Sturm (2003) ist er am Song Mr. Bloodhunter und auf dem Album Das 5te Element (2004) mit dem Song Foundation beteiligt.
Er löste sich aus dem Schatten Gentlemans und wurde in der Jahresumfrage 2004 des Reggae-Magazins riddim zum Newcomer des Jahres gewählt. Auch am Song Jeder Tag ist ein Comeback von Culcha Candela ist Martin Jondo beteiligt. Mit Culcha Candela ging er im Herbst 2005 auf Tour.
Am 25. April 2005 erschien seine Debüt-EP Rainbow Warrior, komplett produziert von Kraans de Lutin. 2006 steuerte er die Titel Just the other day und den Titelsong The One zu Peter Thorwarths Kinofilm Goldene Zeiten bei. Zwei Jahre nach der Rainbow Warrior EP erschien sein erstes Album Echo & Smoke. Für den Song Are you really waiting von seinem neuen Album wurde ein Video gedreht, außerdem erschien er als Single.
Im Sommer 2006 spielte Martin Jondo mit seiner Band The Ruffcats auf Festivals wie dem Chiemsee Reggae Summer und Summerjam. Mit dieser Band spielte Jondo im Herbst 2006 auch auf seiner ersten Tour. Begleitet wurde er von Jahcoustix und Axl Makana.
In der Jahresumfrage 2006 des Reggae-Magazins riddim wurde sein Debüt-Album Echo & Smoke zum besten nationalen Album des Jahres gewählt.
2007 trat Jondo auf mehreren Festivals auf und war Vorgruppe auf der „Another-Intensity“-Tour von Gentleman. Er war auch im Mai 2009 auf dem Evangelischen Kirchentag in Bremen zu hören bei einer Veranstaltung für Brot für die Welt. Auch auf dem Reedsfestival in Pfäffikon (CH) trat er auf.
Im Februar 2009 erschien Jondos zweites Album Pure. Das Album enthält zehn Akustik-Songs und zwei Remixe.
Im Vorfeld des Release seines Albums Sky Rider, das Mitte Juli 2010 erschien, hat Martin Jondo den Song Golden Sun als Free-Mp3 veröffentlicht.

## Diskografie

### Alben
- 2006: Echo & Smoke
- 2009: Pure
- 2010: Sky Rider
- 2012: Freedom Fighters
- 2015: Pink Flowers

### Singles & EPs
- 2002: Der Rebell – Vinyl-Single
- 2004: Rainbow Warrior – Vinyl-Single
- 2005: Crystal Woman – Vinyl-Single
- 2005: Rainbow Warrior – EP
- 2006: Are You Really Waiting / Running For Gold – Vinyl-Single
- 2006: The One – Maxi
- 2006: Are You Really Waiting – 4-Track-EP
- 2006: Are You Really Waiting – 6-Track+Video-EP
- 2006: Jah Gringo – Maxi
- 2007: Hurtful Game – Single
- 2009: Little Closer – Download-Maxi
- 2010: Cherry – Download-Maxi
- 2012: Lonesome Feeling – Single
- 2013: Fast Forward – EP
- 2015: Pink Flowers – Download-Single

### Feature-Stücke & Stücke auf Samplern
- 2001: Der Rebell (auf dem Elemental Riddim)
- 2002: Wunderlampe (auf dem Silly Walks-Album Songs Of Melody)
- 2003: Mr. Bloodhunter (auf Mellow Marks Album Sturm)
- 2003: Rainy Days (auf Gentlemans Album Gentleman And The Far East Band Live)
- 2003: Angels (auf dem Sampler Dancehall Reggae – Made in Germany)
- 2004: Foundation (auf Mellow Marks Album Das 5te Element)
- 2004: Streetvibes (auf Tolchas EP Streetvibes)
- 2005: Crystal Woman (auf der Crystal Woman Riddim Compilation von Rootdown Records)
- 2005: Comeback (mit Mellow Mark und Culcha Candela; erschienen auf Culcha Candelas Album Next Generation und als Single mit dem Namen Jeder Tag Ist Ein Comeback)
- 2005: Somehow (auf dem Sampler Reggae Master Blaster 2)
- 2006: The One und Just the other day (auf dem Soundtrack zum Kinofilm Goldene Zeiten)
- 2006: Is What It Is (Maxi-Single mit Neneh Cherry und Tiger Hifi)
- 2007: Schatten & Sohn (auf Pyros Album Pyromerz)
- 2009: Long Way (Bonus-Track)
- 2015: Time Passes (Exclusive Track Download auf irieites music)